# Granica drzew
Zasugerowano, aby zintegrować ten artykuł z artykułem Górna granica lasu (dyskusja). Nie opisano powodu propozycji integracji.

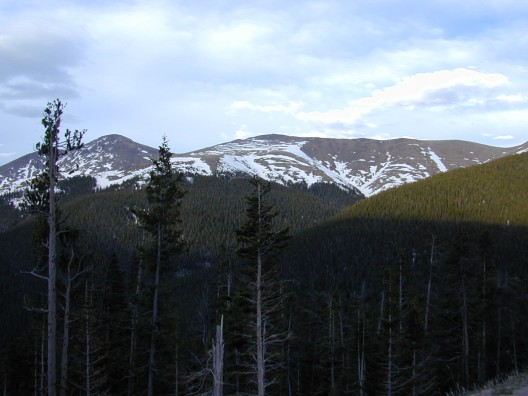
Granica drzew przy Berthoud Pass, niedaleko Parku Narodowego Gór Skalistych

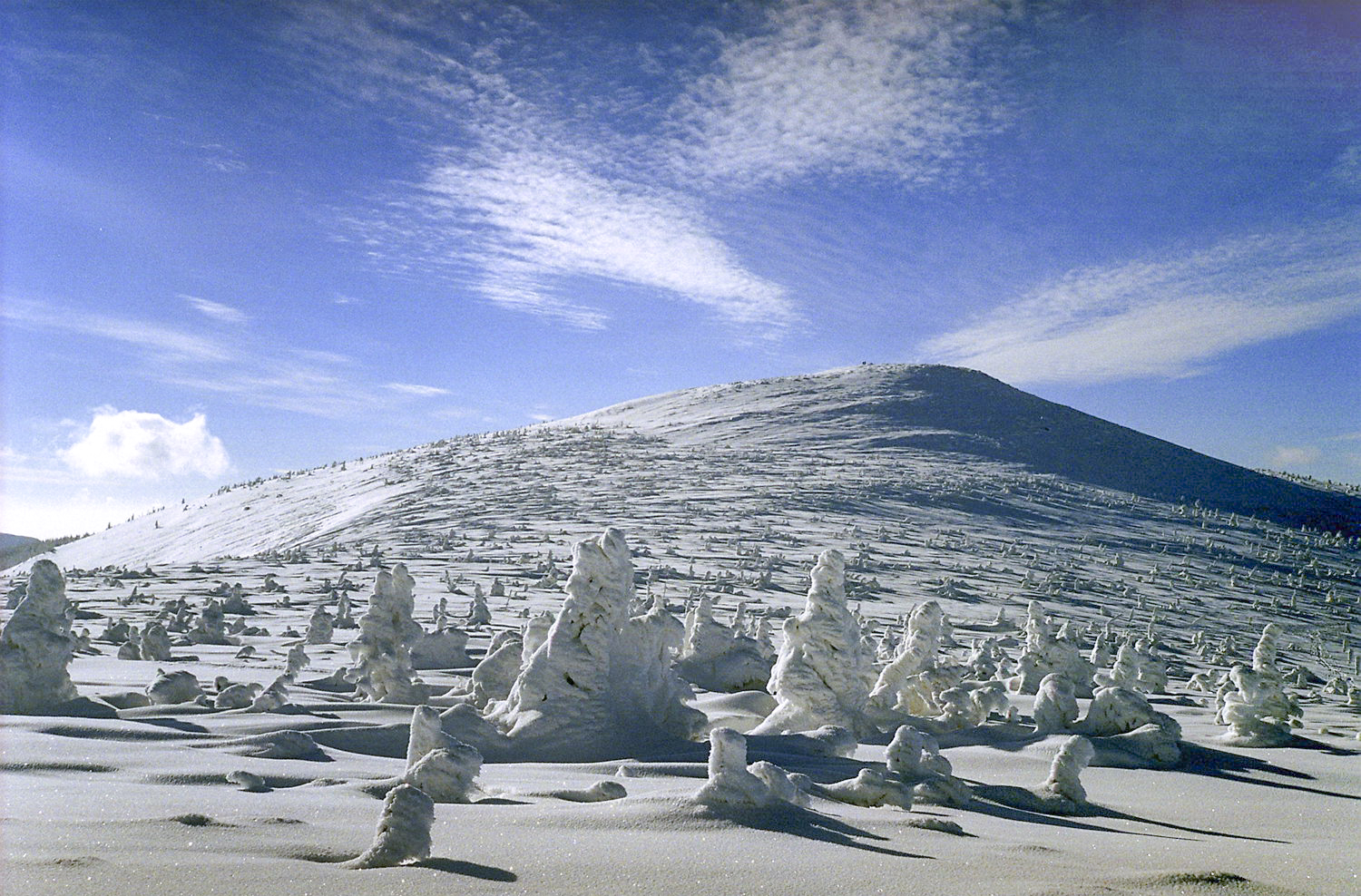
Mały Szyszak – widok od strony Tępego Szczytu

Granica drzew – skrajne środowisko, w którym warunki dla życia są tak nieprzyjazne, że rosną tam tylko krzewy i trawy. Drzewa w tych miejscach nie są w stanie utrzymać się z powodu silnych wiatrów, niskich temperatur, braku opadów, częstych pożarów, silnej presji zwierząt. Czynniki te mogą synergistycznie współdziałać. Środowisko takie występuje typowo na stokach wysokich gór (górna granica lasu), w strefie arktycznej i antarktycznej oraz na granicy stepów i półpustyń.
W niektórych okolicach granica drzew oddzielona jest wyraźną linią (zdjęcia po prawej stronie) – widać, jak na przestrzeni kilku metrów las ustępuje krzewom i trawom. W pobliżu linii zasięgu drzewa osiągają niewielką wysokość i czasami rosną tak blisko ziemi, że wyglądają jak gęste krzewy (niem. krummholz, czyli ‘wygięte drzewo’). Często między strefą leśną a bezleśną kształtuje się mozaikowa formacja roślinna, np. lasostep, lasotundra, sawanna drzewiasta.